# Hamanami (tàu khu trục Nhật)
Hamanami (tiếng Nhật: 濱波) là một tàu khu trục thuộc lớp Yūgumo của Hải quân Đế quốc Nhật Bản, từng hoạt động trong Chiến tranh Thế giới thứ hai.
Hamanami được đặt lườn tại Xưởng hải quân Maizuru vào ngày 28 tháng 4 năm 1942, được hạ thủy vào ngày 18 tháng 4 năm 1943 và được đưa ra hoạt động vào ngày 15 tháng 10 năm 1943.
Ngày 11 tháng 11 năm 1944, Hamanami hộ tống đoàn tàu vận tải chuyển binh lính TA3 từ Manila, Philippines đến Ormoc. Hamanami bị máy bay từ tàu sân bay của Lực lượng Đặc nhiệm 38 đánh chìm trong vịnh Ormoc, về phía Tây đảo Leyte ở tọa độ 10°50′B 124°35′Đ / 10,833°B 124,583°Đ, với 63 người thiệt mạng và 42 người bị thương. Tàu khu trục chị em Asashimo đã cứu được 167 người sống sót, bao gồm Tư lệnh Đội tàu khu trục 32, Đại tá Hải quân Oshima Ichitaro và Thuyền trưởng, Trung tá Motokura.
Hamanami được rút khỏi danh sách Đăng bạ Hải quân vào ngày 10 tháng 1 năm 1945.